# Grube Heiligenthal
Die Grube Heiligenthal ist eine ehemalige Buntmetallerzgrube im Bensberger Erzrevier in Overath. Sie lag südlich von der Ortschaft Wiedenhof in Heiligenhaus.

## Geschichte
Unter dem Namen Habsburg erfolgte die erste Mutung am 10. September 1854 auf Bleierz durch den Ingenieur Karl Clauß zu Overath. Am 9. Dezember 1854 erweiterte er seine Mutung unter dem neuen Namen Heiligenthal auch auf Kupfererz. Antragsgemäß wurde ihm am 28. Juli 1855 die Verleihungsurkunde ausgestellt. Im Juli 1866 wurde das bis dahin als Längenfeld verliehene Grubenfeld in ein Geviertfeld umgeändert. Neue Eigentümer waren am 17. September 1892 die AG für Bergbau, Blei- und Zinkfabrikation zu Stolberg und in Westfalen und ab 31. Januar 1939 die Gesellschaft Altenberg.

## Betrieb und Anlagen
Der Fundpunkt lag in einem Siefen mit einem kleinen Bach zwischen den Ortschaften Wiedenhof und Burgholz. Der Bergbau fand statt auf dem Rose-Gang, dem Gang Heiligenthal und dem Plattner-Gang. Am 18. Mai 1857 erhielt das Bergwerk die Erlaubnis, zwei Dampfkessel nebst Dampfmaschine aufzustellen. In der Zeit von 1854 bis 1881 wurden 15 t Bleierz und 10 t Kupfererz gefördert.